# LV Большого Пса
LV Большого Пса (лат. LV Canis Majoris), HD 53931 — двойная затменная переменная звезда типа Беты Лиры (EB) в созвездии Большого Пса на расстоянии приблизительно 1665 световых лет (около 510 парсеков) от Солнца. Видимая звёздная величина звезды — от +8,8m до +8,62m. Орбитальный период — около 1,1835 суток.

## Характеристики
Первый компонент — бело-голубая звезда спектрального класса B9,5V.